# Disa hircicornis
Disa hircicornis é uma espécie de orquídea geralmente terrestre pertencente à subtribo Disinae. Esta espécie encontra-se dispersa pela África tropical e setentrional. Trata-se de planta com raízes tuberosas vilosas de poucas ramificações e caule sem ramificações nem pilosidades, com folhas geralmente anuais, inflorescência também sem ramificações, flores de sépala dorsal galeada e pétalas oblongas, labelo sem calcar, e coluna sem apêndices proeminentes, com duas polínias. É a espécie-tipo do subgnênero Hircicornes e seção homônima, caracterizada por plantas com flores de labelo elíptico ou espatulado e calcar longo.